# Giacomo Biffi
Pour les articles homonymes, voir Biffi.
Giacomo Biffi, né le 13 juin 1928 à Milan, et mort le 10 juillet 2015 à Bologne
, est un cardinal italien, archevêque émérite de Bologne de 2003 à sa mort.

## Biographie

### Prêtre
Après des études au séminaire diocésain et à la faculté de théologie de Venegono, il est ordonné prêtre le 23 décembre 1950 par le cardinal Alfredo Schuster.
Il enseigne d'abord la théologie au grand séminaire de Milan. De 1960 à 1975, il exerce une charge de curé à Legnano dans la banlieue, puis à Milan dans le centre-ville.

### Évêque
Nommé évêque auxiliaire de l'archidiocèse de Milan le 7 décembre 1975, il reçoit l'ordination épiscopale le 11 janvier 1976.
Il fonde et dirige l'Institut lombard de pastorale et s'occupe de la réforme liturgique du rite ambrosien, particulier au diocèse de Milan. 
Il publie de nombreux ouvrages de théologie, de catéchèse et de méditation, dont le premier, intitulé Contre maître Cerise, est une fine lecture théologique du célèbre conte de Collodi, Pinocchio.
Jean-Paul II le nomme archevêque de Bologne le 19 avril 1984.

### Cardinal
Il est créé cardinal lors du consistoire du 25 mai 1985 avec le titre de cardinal-prêtre de Ss. Giovanni Evangelista e Petronio.
Le 16 décembre 2003, il se retire de sa charge d'archevêque de Bologne.
En avril 2005, il participe au conclave qui voit l'élection de Benoît XVI. Mais ayant atteint la limite d'âge le 13 juin 2008, il ne peut participer au vote lors du conclave de 2013 qui élit le pape François.
Il publie ses mémoires en octobre 2007, Memorie e digressioni di un italiano cardinale.

## Succession apostolique
Giacomo Biffi a ordonné les évêques suivants :
- Évêque Giuseppe Fabiani (it) (1989)
- Évêque Claudio Stagni (it) (1991)
- Archevêque Paolo Rabitti (1995)
- Cardinal Carlo Caffarra (1995)
- Évêque Ernesto Vecchi (it) (1998)
- Évêque Elio Tinti (it) (2000)
- Évêque Tommaso Ghirelli (it) (2002)